# 유르가

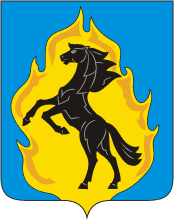
유르가의 문장

유르가(러시아어: Юрга)는 러시아 케메로보주에 위치한 도시로, 인구는 84,100명(2005년 기준)이다.
톰 강과 인접해 있으며 1886년에 신설되었고 1949년 시로 승격되었다.